# انفجارها در ایران پس از جنگ ژوئن ۲۰۲۵
انفجارهای ایران پس از جنگ ژوئن ۲۰۲۵ مجموعه‌ای از رویدادهای انفجار و آتش‌سوزی است که در سراسر ایران در دوره پس از جنگ دوازده روزه (ژوئن ۲۰۲۵) رخ داده است. بر اساس ایران اینترنشنال، دست‌کم ۵۰ انفجار و آتش‌سوزی در ۱۹ استان ایران طی ماه‌های ژوئیه-اوت ۲۰۲۵ (تیر-مرداد ۱۴۰۴) رخ داده است.
این رویدادها گمانه‌زنی‌هایی را در میان تحلیلگران امنیتی بین‌المللی درباره دخالت خارجی برانگیخته است، به ویژه پس از آشکار شدن تناقضاتی میان توضیحات رسمی ایران و وقایع میدانی.

## زمینه
جنگ ۱۲ روزه اوج تقابل مستمری را نشان می‌دهد که پس از فروپاشی نیروهای نیابتی ایران مستقیم شد. در طول سال‌ها ایران از طریق نیروهای نیابتی، سازمان‌هایی که از جانب آن فعالیت می‌کردند اما بخش رسمی از نیروهای آن محسوب نمی‌شدند، به اسرائیل حمله می‌کرد و نیروی نیابتی اصلی آن حزب‌الله لبنان بود. حمله حماس در هفتم اکتبر ۲۰۲۳ علیه اسرائیل فرآیند تضعیف سازمان‌های نیابتی‌ای را آغاز کرد که ایران بر آن‌ها تکیه می‌کرد. نکات کلیدی در روند فروپاشی محور مقاومت، ترور دبیرکل حزب‌الله حسن نصرالله در سپتامبر ۲۰۲۴ و همچنین سقوط رژیم اسد در سوریه دسامبر ۲۰۲۴ است. حزب‌الله علی‌رغم نقش محوری‌اش در استراتژی «حلقه آتش» ایران و علی‌رغم داشتن پیشرفته‌ترین و تهدیدآمیزترین توانایی‌های متعارف، از پیوستن به جنگ ۱۲ روزه میان اسرائیل و ایران خودداری کرد که این امر فروپاشی شبکه نیابتی ایران را نشان داد و ایران را در برابر رویارویی مستقیم با اسرائیل بی‌پناه گذاشت.
جنگ ۱۲ روزه که بین ۱۳ تا ۲۴ ژوئن ۲۰۲۵ برگزار شد، نقطه عطف دراماتیکی در درگیری مستقیم میان اسرائیل و ایران بود. این جنگ با یک حمله غافلگیرکننده گسترده اسرائیلی موسوم به عملیات «شیر برخاسته» آغاز شد که شامل ترورهای هدفمند مقامات ارشد دستگاه امنیتی ایران، حمله به تأسیسات هسته‌ای و پایگاه‌های موشک‌های بالستیک بود. در حمله آغازین، نیروهای اسرائیلی سران دستگاه امنیتی ایران از جمله رئیس ستاد کل نیروهای مسلح ایران، محمد باقری، و فرمانده سپاه پاسداران انقلاب اسلامی، حسین سلامی، و همچنین تعدادی از دانشمندان ارشد هسته‌ای را ترور کردند. در ۲۴ ژوئن ۲۰۲۵، اسرائیل و ایران با میانجیگری ایالات متحده بر سر آتش‌بس توافق کردند که در صبح لازم‌الاجرا شد.

## انفجارها
از زمان آتش‌بس رسمی میان اسرائیل و ایران، رویدادهای مختلفی از انفجارها و آتش‌سوزی‌ها در سراسر ایران شروع به وقوع شد که اغلب به عنوان انفجارهای گاز یا حوادث توضیح داده شدند.

### ۳ تیر - انفجار در کرمانشاه
در ۳ تیر (۲۴ ژوئن) انفجار در یک منزل در شهرک کرناچی، کرمانشاه رخ داد. در این حادثه یک نفر مجروح شده است. او از نواحی مختلف بدن دچار مصدومیت و سوختگی شده بود. در این مورد نیز مقامات ادعا کردند که حادثه مربوط به گاز - نشت گاز اجاق، بوده است.

### ۴ تیر - انفجار در جنت‌آباد، تهران
در ۴ تیر (۲۵ ژوئن) صبح انفجار در یک ساختمان مسکونی در جنت‌آباد، غرب تهران، رخ داد. در این حادثه یک نفر مجروح شده است. به گفته مقامات ایران، انفجار در اثر ترکیدگی گاز در یک ساختمان نیمه‌کاره رخ داده است.

### ۴ تیر - انفجار در مشهد
در ۴ تیر در ساعت ۱۴:۳۰ انفجار در یک منزل مسکونی سه‌طبقه در بولوار هدایت، مشهد، رخ داد. در این انفجار دو نفر کشته شدند و پنج نفر مجروح شدند. به گفته معاون عملیات سازمان آتش‌نشانی مشهد، انفجار ناشی از نشت گاز در این کلانشهر بوده است.

### ۴ تیر - انفجارها در دزفول
در شب ۴ تیر انفجارهای شدیدی در دزفول شنیده شد. به گفته فرمانداری ویژه دزفول،‌ این انفجارها بخشی از عملیاتی برای نابودی مهماتی بودند که تاریخ مصرفشان گذشته بود.

### ۵ تیر - آتش‌سوزی در تهران
در شامگاه ۵ تیر (۲۶ ژوئن) آتش‌سوزی در یکی از واحدهای مسکونی برج آسمان در تهران رخ داد. تصاویر و ویدئوهایی از آتشسوزی که در شبکههای اجتماعی منتشر شد، موجب گمانهزنی‌هایی دربارهٔ منبع آتشسوزی گردید، در حالی که برخی تردید کردند آیا اسرائیل با وجود آتشبس همچنان به حمله در ایران ادامه میدهد.

### ۵ تیر - انفجار و آتش‌سوزی در پالایشگاه تبریز
در ۵ تیر، گزارشی از انفجار و سپس آتشسوزی در پالایشگاه تبریز منتشر شد. یگان «عاشورا» سپاه پاسداران بیانیهای رسمی صادر کرد و اعلام داشت که انفجار هنگام تعویض مخزن نیتروژن رخ داده است.

### ۹ تیر - انفجار فرودگاه ارومیه
در ۹ تیر (۳۰ ژوئن) انفجار در نزدیک به فرودگاه ارومیه رخ داد. مقامات رسمی علت را نظیر علت انفجارهای دزفول، انهدام و خنثی‌سازی مهمات از جنگ ۱۲ روزه اعلام کردند.

### ۹ تیر - انفجارها در شمال‌شرق تهران و همدان
در ۹ تیر در شمال شرق تهران، حوالی شهرک محلاتی، و در همدان انفجارهای مهیبی رخ دادند. علت انفجارها در هر دو جا، تست پدافند اعلام شد.

### ۱۳ تیر - آتش‌سوزی در مرکز خرید نور، جزیره قشم
در ۱۳ تیر (۴ ژوئیه) مجتمع تجاری نور درگهان در جزیره قشم دچار آتش‌سوزی شد. آتش‌سوزی حداقل ۲۰۰ مغازه را ویران کرد. گستردگی این حادثه مستلزم حضور ۱۳۰ آتش‌نشان از چندین شهر بود.

### ۱۹ تیر - انفجار در چیتگر، تهران
در ۱۹ تیر ۱۴۰۴ (۱۰ ژوئیه)، ساعت ۰۶:۳۰ صبح، انفجار عظیمی در برج پمچال-۹، ساختمان مسکونی ۱۵ طبقه واقع در محله چیتگر در غرب تهران رخ داد. این برج محل سکونت کارکنان سازمان قضایی نیروهای مسلح - سازمانی که مسئول سیستم قضایی نظامی ایران و رسیدگی به جرائم نظامی خطیر است - بود. هفت ساکن دچار جراحات سطحی شدند و به بیمارستان‌های تهران منتقل شدند، همگی در وضعیت پایداری قرار داشتند.
مقامات ایرانی بی‌درنگ اعلام کردند که منشأ انفجار «نشت گاز خانگی» بوده که باعث انفجار تصادفی شده است. اما تحقیق مستقلی که توسط خبرنگاران ایران اینترنشنال انجام شد، حقیقت تعیین‌کننده‌ای را آشکار کرد: این ساختمان اصلاً به شبکه گاز شهری متصل نبود. بر اساس نقشه‌های ساختمان و اتصالات شهری، این برج کاملاً با برق کار می‌کرد و هیچ‌گونه نصب لوله‌کشی گاز نداشت.

### ۲۴ تیر - آتش‌سوزی در مرکز خرید قائم، مشهد
در ۲۴ تیر (۱۵ ژوئیه) در ساعت ۰۰:۱۳ بامداد آتش‌سوزی در پاساژ قائم واقع در خیابان ۱۷ شهریور مشهد رخ داد. ساختمان‌ به طور کامل مورد آتش‌سوزی قرار گرفته بود، و نیروهای سازمان آتش‌نشانی و خدمات ایمنی شهرداری مانع از توسعه آتش به ساختمان‌های مجاور شدند. در حالی که علت دقیق این حادثه مشخص نشد، مقامات محلی به صورت ضمنی فرسودگی مجتمع تجاری را دلیل آتش‌سوزی دانستند.

## تحلیل
تحلیلگران معتقدند که ایران سعی دارد حملات را کم‌اهمیت جلوه دهد. به گفته امید معماریان، کارشناس ایران در موسسه تحقیقاتی سیاست خارجی (DAWN) مستقر در واشنگتن: «سابقه طولانی دولت ایران در پنهان‌کاری و عدم شفافیت، همراه با پاسخ‌های مبهم آن، تنها باعث تعمیق ترس و سوءظن عمومی شده است.»
تحلیلگران به تله‌ای که ایران در آن گرفتار است در خصوص واکنش به توالی این رویدادها اشاره کردند. به گفته جاناتان سایه، کارشناس ایران در بنیاد دفاع از دموکراسیها: «رژیم در موقعیت بازنده-بازنده قرار دارد. یا این حملات کار اسرائیل نیست و رژیم در زمینه ساخت زیرساخت‌ها ناتوان و بی‌کفایت است، یا این حملات کار اسرائیل است و رژیم قدرت، اراده یا شاید حتی انگیزه لازم برای محکوم کردن اسرائیل به خاطر حملاتش را ندارد.»